# Paramicrolaimus spirulifer
Paramicrolaimus spirulifer är en rundmaskart som beskrevs av Christian Wieser 1959. Enligt Catalogue of Life ingår Paramicrolaimus spirulifer i släktet Paramicrolaimus och familjen Microlaimidae, men enligt Dyntaxa är tillhörigheten istället släktet Paramicrolaimus och familjen Desmodoridae. Arten är reproducerande i Sverige. Inga underarter finns listade i Catalogue of Life.